# Symplocos dryophila
Symplocos dryophila är en tvåhjärtbladig växtart som beskrevs av Charles Baron Clarke. Symplocos dryophila ingår i släktet Symplocos och familjen Symplocaceae. Inga underarter finns listade i Catalogue of Life.